# Candy Color Paradox
Candy Color Paradox (飴色パラドックス, Ameiro Paradokkusu) est une série télévisée japonaise réalisée par Tomoyuki Furumaya et scénarisée par Hatano Miyako. Adapté du manga éponyme de Isaku Natsume, le drama met en scène Keito Kimura et Jutaro Yamanaka dans les rôles principaux.

## Synopsis
Onoe Satoshi, journaliste intègre et idéaliste spécialisé dans la politique, se retrouve parachuter à la rédaction de DASH !, une revue people.
Si la situation lui déplaît déjà fortement, Onoe déchante encore lorsqu'il fait la rencontre de Kaburagi Motoharu. Ce dernier, photographe, s'avère surtout un insupportable séducteur à la personnalité roublarde, prêt à tout pour décrocher un scoop. Ses compétences et sa popularité le placent en rival aux yeux d'Onoe qui le prend aussitôt en grippe.
Mais le reporter n'est pas au bout de ses peines : le voilà à œuvrer en duo avec Kaburagi sur une affaire particulièrement scandaleuse !
Leur collaboration explosive va toutefois amener à un rapprochement inattendu. Malgré tous les efforts déployés pour l'écarter, Onoe finit par comprendre Kaburagi et s'attacher à lui. Quant au photographe, intrigué par le sens moral inébranlable de son collègue, il est loin d'être indifférent...
Entre les affaires de cœur et les affaires de mœurs, le tandem aura fort à faire ! Qui a dit que travailler avec son béguin était une si mauvaise idée ?

## Distribution
- Keito Kimura : Onoe Satoshi, journaliste de DASH !
- Jyutaro Yamanaka : Kaburagi Motoharu, photographe de DASH !
- Atsuki Kashio : Masayan, ami et confident de Onoe
- Sae Miyazawa : Kaori, propriétaire d'un club.
- Kenta Izuka : Inami Kei, acteur.
- Rina Yoshida : Haruta Yui, ancienne idole et actrice.
- Tomohiro Ichikawa : Sumida Jiro, membre de la rédaction de DASH !
- Yu Koyanagi : Kiuchi Taisuke, membre de la rédaction de DASH !
- Ryuichi Oura : le rédacteur en chef de DASH ![2]

## Genèse

### Manga original
Candy Color Paradox est écrit et illustré par la mangaka Isaku Natsume. Le yaoi est pré-publié dans le magazine Dear+ dès janvier 2011. Depuis avril 2014, les aventures d'Onoe et Kaburagi paraissent dans le magazine Chéri+. L'œuvre est éditée au format relié par Shinshokan. En décembre 2022,  1,3 million d'exemplaires ont été vendus au Japon. Lors de la diffusion du drama, la saga était toujours en cours de publication.

### Production
Le 13 novembre 2022, une adaptation télévisuelle de Candy Color Paradox est annoncée, avec 8 épisodes prévus. Isaku Natsume est impliquée dans le processus de création : elle collabore ainsi à l'écriture du scénario aux côtés de Hatano Miyako, est fréquemment amenée à donner son avis sur les décisions prises par l'équipe et apporte les modifications jugées nécessaires.
Le drama marque les retrouvailles de Keito Kimura et Jyutaro Yamanaka, déjà à la distribution de la série Yakuza Lover. Candy Color Paradox signe néanmoins les débuts de Kimura et Yamanaka en tant que têtes d'affiche.
La série est diffusée entre 2022 et 2023 sur MBS.